# Pablo Jofré
Pablo Gonzalo Jofré González (San Juan, Provincia de San Juan, 24 de marzo de 1990) es un futbolista argentino. Juega de mediocampista y actualmente juega en San Martín de Mendoza.

## Clubes
| Club                               | País      | Año           |
| ---------------------------------- | --------- | ------------- |
| Atlético Trinidad                  | Argentina | 2011 - 2012   |
| Sportivo Desamparados              | Argentina | 2012 - 2013   |
| San Martín (San Juan)              | Argentina | 2013 - 2014   |
| Guillermo Brown                    | Argentina | 2015          |
| Club Atlético Unión (Villa Krause) | Argentina | 2016-2017     |
| Sportivo Desamparados              | Argentina | 2017-2023     |
| San Martín de Mendoza              | Argentina | 2023-presente |